# 娜拉波灰蝶
娜拉波灰蝶（學名：Prosotas nora，英文：Common Lineblue），在大陸又名娜拉波灰蝶，是屬於眼灰蝶亞科眼灰蝶族的一種蝴蝶，是波灰蝶屬的一種。分佈於印度、東南亞至南太平洋廣大地區一帶，模式產地為印尼安汶島。幼蟲的寄主為豆科金合歡屬（如藤相思樹）、含羞草屬、猴耳環屬和無患子科異木患屬植物。

## 命名
因波灰蝶屬的模式種（Prosotas caliginosa）如今被歸入此物種之一個亞種，所以有文獻或繼承了模式種的中文命名，即簡稱作波灰蝶。

## 形態

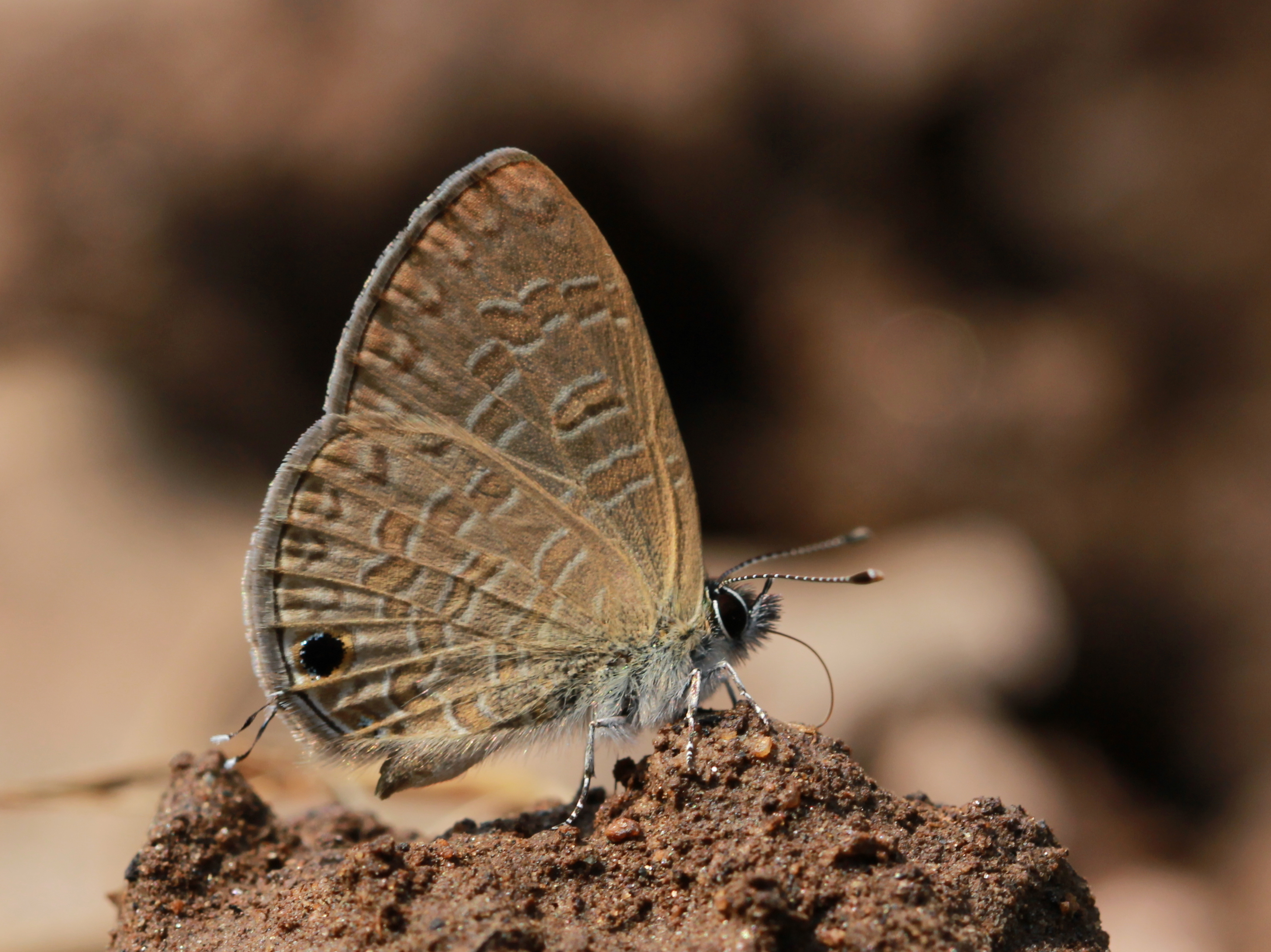
印度

翅膀褐色。尾突細，呈黑色，末端白色。雄蝶翅面無紋，微呈紫色，兩翅基部及後角附近散佈暗色鱗片；雌蝶前翅中室下半部份及下側有部份個體出現藍色斑，後翅外緣黑色，Cu2室黑斑明顯。翅底灰褐色，各橫線斑褐色，兩側圍淡灰白線，雄蝶前翅亞緣斑列及後翅緣斑明顯，後角黑斑底邊鑲銀藍色邊及鐘形橙色邊環。

## 亞種
- P. n. nora

- 指名亞種，分佈於印尼阿魯群島、卡伊群島、安汶島、斯蘭島、新畿內亞島、斯里蘭卡、印度南部至緬甸、泰國、老撾及越南
- P. n. ardates (Moore, [1875])

- 分佈於斯里蘭卡、印度及中國雲南
- P. n. auletes (Waterhouse & Lyell, 1914)

- 分佈於巴布亞新畿內亞托雷斯海峽群島、澳洲約克角半島至高原區政府一帶
- P. n. caliginosa H. H. Druce, 1891

- 又名波灰蝶，分佈於巴布亞新畿內亞弗格森島、馬萊塔島及菲律賓蘇祿省（Alu）
- P. n. dilata (Evans, 1932)

- 分佈於尼科巴群島
- P. n. formosana (Fruhstorfer, 1916)

- 台灣亞種，分佈於廣西、台灣
- P. n. fulva (Evans, 1925)

- 分佈於安達曼-尼科巴群島
- P. n. kupu (Kheil, 1884)

- 分佈於印尼尼亞斯島
- P. n. meraba (Fruhstorfer, 1916)

- 分佈於恩加諾島
- P. n. semperi (Fruhstorfer, 1916)

- 分佈於菲律賓
- P. n. superdates (Fruhstorfer, 1916)

- 分佈於大巽他群島、小巽他群島、泰國、中南半島、新加坡、婆羅洲、蘇門答臘、爪哇島、峇里島、龍目島、松巴哇島、松巴島、弗洛勒斯島、巴拉望島

## 文獻
- Lewis, 1974. Butterflies of the World: pl. 139, f. 6
- Smart, 1976. The Illustrated Encyclopedia of the Butterfly World Illust. Encyp. Butt. World
- 寿建新 周尧 李宇飞. . 中國: 陝西科學技術出版社. 2006-04-01. ISBN 9787536936768 （中文（简体））.
- 武春生 徐堉峰. 中国蝴蝶图鉴. 2017-01. ISBN 9787556703029. (中文 (简体)).

## 外部連結
- 维基共享资源上的相關多媒體資源：娜拉波灰蝶
- 維基物種上的相關：娜拉波灰蝶
- Prosotas nora （页面存档备份，存于） - Lepidoptera Larvae of Australia （英文）
- Prosotas nora - Catalogue of Life （英文）
- Prosotas nora （页面存档备份，存于） - funet.fi （英文）